# Тельсон

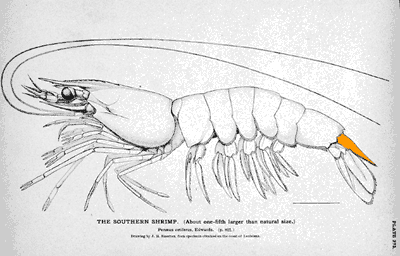
Схема, на которой показан тельсон креветки

Те́льсон (др.-греч. τέλσον ‘конец, край’) — анальная лопасть ракообразных. Особый отдел тела, не гомологичный сегментам и несущий анальное отверстие. От сегментов отличается тем, что не имеет собственного ганглия брюшной нервной цепочки и никогда не несёт истинных конечностей. В эмбриональном развитии закладывается позади зоны роста, формирующей сегменты, и не содержит зачатков целомических полостей.
У многих ракообразных тельсон несёт фурку, или фуркальные ветви — обычно нерасчлененные придатки, часто вооруженные шипами или щетинками. У ветвистоусых раков крупный тельсон носит название постабдомен, так же его иногда называют и у конхострак. Среди специалистов по копеподам принято называть тельсон последним брюшным сегментом, что следует учитывать при подсчете числа брюшных сегментов во время пользования определителями.
У десятиногих ракообразных из группы Macrura тельсон входит в состав т. н. «хвостового плавника». Он участвует в обеспечении «реакции бегства», когда рак (или креветка), несколько раз с силой подгибая брюшко, быстро плывут задним концом тела вперёд.
В некоторых руководствах тельсоном принято также называть хвостовой шип мечехвостов и последний отдел метасомы скорпионов, на котором расположен ядовитый шип. Однако такое употребление данного термина не рекомендуется, так как обе эти структуры не гомологичны тельсону ракообразных. В состав шипа мечехвостов входят несколько слившихся с тельсоном сегментов, а у скорпионов последний (шестой) отдел метасомы, вероятно, представляет собой лишь часть анальной лопасти, так как анальное отверстие находится у них на последнем (пятом) сегменте метасомы.